# Barsbüttel
Barsbüttel är en kommun (Gemeinde) i Kreis Stormarn i förbundslandet Schleswig-Holstein i norra Tyskland. Den är en förort till Hamburg och har cirka 
13 000 invånare. Motorvägarna A1 och A24 passerar kommunen.